# اصول اقلیدس
اصول اقلیدس (یونانی باستان: Στοιχεῖα Stoicheia, انگلیسی: Euclid's Elements) کتابی‌ است‌ که‌ حدود ۳۰۰ سال قبل از میلاد توسط اقلیدس اسکندرانی تألیف شد.
آنچه موجب شگفتی و تحسین صاحب‌نظران است دستیابی به این رهاورد بزرگ علمی با متد گفتاری است.

## اهمیت کتاب
اصول هندسه اقلیدس، که آن را در کنار شاهکارهای علمی بشر مثل نظریه جاذبه عمومی نیوتن و نسبیت اینشتن و کشف DNA قرار داده‌اند، نقطه عطفی در روند تکاملی علوم بشری است، یعنی اقلیدس موفق شد زحمات علمی نوابغ جهان ریاضی قبل از خودش را ساماندهی دقیق علمی کند و سامانه اصل موضوعی (Axiomatic system) را برای آیندگان به ارمغان آورد، به طوری که پس از قرن‌ها فرزندان علمی او در قرن بیستم بهترین روش علمی را روش اصل موضوعی او تشخیص داده و آن را به علوم دیگر غیر هندسه نیز سرایت دادند.
ساختمان علمی این کتاب هم تا زمان کشف هندسه‌های نااقلیدسی به عنوان هندسهٔ مطلق حکمفرمایی می‌کرد.

## نام اصلی کتاب
ابن ندیم در فن دوم مقاله هفتم از کتاب معروف الفهرست می‌گوید: «اقلیدس صاحب جومطریا (Geometry) که به معنای هندسه‌است می‌باشد، او پسر نوقطرس پسر برنیقس است، از پیشگامان در هندسه‌است و جلوتر از ارشمیدس می‌زیسته‌است، نام کتاب او اسطورشیا به معنای اصول هندسه‌است.»